# جوليان هيل (مدير فني)
جوليان هيل (بالإنجليزية: Julien Hill)‏ هو مدير فني أمريكي، ولد في 15 سبتمبر 1877 في ريتشموند في الولايات المتحدة، وتوفي بنفس المكان في 1 ديسمبر 1943.